# 直嶋あい
直嶋 あい（なおしま あい 1989年8月5日- ）は、日本のAV女優。POPSTARグループ所属。

## 人物・来歴
群馬県出身。身長：151cm、スリーサイズ：B84・W56・H85。
趣味・特技：メイド服集め、買い物。

## 作品

### アダルトビデオ
2009年
- ギャルズトーク 09（12月10日、プレステージ）共演:桜あい、七瀬ひかる、相葉ゆづき、種村美咲
- 生エロバイト 03（12月18日、プレステージ）

2010年
- 彼女の妹 みき（1月13日、プレステージ）
- ベニパン手コキ女子校生（3月19日、セックスエージェント）オムニバス作品 他出演:RUMIKA、鈴木なつ、柚里奈、姫乃杏樹、結輝レイ、杉浦アリス、愛音ゆり
- ブルマ重ね履き痴漢 2（4月8日、ナチュラルハイ）オムニバス作品
- 気弱な僕はAVを見たがるクラスの女子が家に無理矢理来ても断れない…。しかもAVを見てHな気持ちになった女子が、僕の股間を触ってきても何も言えない。そう僕は彼氏ではなく、その場でヤラれるだけの男子。（5月13日 Hunter）オムニバス作品 他出演:森永ひよこ、花凛、蓮美恋、RUI、もりとまりな
- 制服失禁レイプ 直嶋あい（6月13日、マルクス兄弟）
- オレのカミさんとヤラないか？6 直嶋あい（6月17日、グローリークエスト）
- フェラチオマエストロ 極上濃厚口内射精集。（6月18日、セックスエージェント）オムニバス作品 他出演:大沢美加、妃悠愛、煌芽木ひかる、尾上ライナ、早乙女らぶ、美咲りん、平山みな、水野えみり、君嶋みゆ、一条命、中野ひなた
- ウブな女子店員にドッキリ企画 ハレンチ試着室 10（6月24日 アイエナジー）オムニバス作品 他出演:蓮美恋、花凛、森永ひよこ、RUI、もりとまりな
- みるスポ！ × テラちんぽ 直嶋あい（6月25日、みるきぃぷりん♪）
- 女子コーセーの極エロ丸見え正常位（7月16日、SEX Agent）他多数出演
- いいなり女子校生 あい（7月25日、隼エージェンシー）
- 森ガール 直嶋あい（8月8日、森ガール）
- Sweet Lovers（8月13日、U&K） 共演:柊恋
- 可愛いメガネ妹に顔射しようぜ!（8月13日、マルクス兄弟）オムニバス作品 他出演:成瀬心美、桜りお、大沢美加、麻倉憂、篠めぐみ、愛音まひろ、早乙女りん
- 内定下さい!!（8月20日、KMP）共演:葵ぶるま、朝香涼
- フェラコレ 特別編 3 4時間まるごとWフェラ（8月25日、隼エージェンシー）他多数出演
- ツインテール妹フェラ （8月27日、I.B.WORKS）オムニバス作品 他出演:ふわり、大沢美加、今井さやか、鈴木なつ、かわのすみれ、和葉みれい ほか
- LEGS＋13 パンスト・タイツの愛蜜 直嶋あい（9月3日、HRC）
- 妖艶レズ美アン（9月13日、U&K） 共演:柊恋 他出演:Roco、瀬奈ジュン、nao.、小峰ひなた
- MAXING 3D！ 直嶋あい（9月16日、マキシング）
- 微乳美少女敏感乳首 II（9月25日、アロマ企画）オムニバス作品 他出演:月野みちる、椎名ゆず、吉永恵美、宝部ゆき
- フェラコレ 女子校生編III（9月25日、隼エージェンシー）他多数出演
- 制服凌辱レズビアン（10月19日、アンナと花子）共演:MOKA
- 完全主観ハーレム学園生活（11月18日、アキノリ）共演:つぼみ、春咲あずみ、桜りお、成瀬心美、大槻ひびき、大沢美加、水城奈緒、あすかみみ、星崎アンリ
- 部活少女専門マッサージ治療院 （11月20日、ピーターズ）…オムニバス作品 共演:早乙女らぶ、朝倉ことみ ほか
- 元メイド喫茶の店員さん A○B候補生強制オ○ンコ営業（11月25日、サムシング）
- 仲良しOLのオフィスで中出ししようよ（11月26日、メディアステーション）共演:鈴音りおな
- 援交 転校生 あい（12月10日、アップス）
- 制服縞パンニーソックス 3（12月24日、TMA）オムニバス作品 他出演:愛音まひろ、皆瀬ふう花、栗咲桃子、早乙女らぶ、南つかさ

2011年
- RADIX48 おしっこ祭り（1月20日、レイデックス）他出演：青木りん、南つかさ、姫乃未来、星崎アンリ、松すみれ、真鍋紗愛、黒田麻世、瀬奈ジュン、若葉くるみ、月島うさぎ、楓乃々花、北川瞳　他